# Isophya mavromoustakisi
Isophya mavromoustakisi är en insektsart som beskrevs av Boris Petrovich Uvarov 1936. Isophya mavromoustakisi ingår i släktet Isophya och familjen vårtbitare. Inga underarter finns listade i Catalogue of Life.